# Mull of Kintyre
Mull of Kintyre is een nummer, geschreven door Paul McCartney en Denny Laine, en uitgevoerd door de Brits-Amerikaanse groep Wings. Het nummer was bedoeld als eerbetoon aan het pittoreske schiereiland Kintyre in Schotland, waar McCartney sinds 1966 de High Park Farm bezat, en aan de landtong, de Mull of Kintyre. Op 11 november 1977 werd het nummer op single uitgebracht.

## Achtergrond
De plaat was Wings' grootste hit in thuisland het Verenigd Koninkrijk, waar deze met kerst 1977 de populairste kerstplaat werd in de UK Singles Chart. Het was ook de eerste single waarvan in het Verenigd Koninkrijk meer dan twee miljoen exemplaren werden verkocht. 
De plaat werd een hit in Europa, Oceanië en Zuid-Afrika. In de Verenigde Staten, Canada en Japan was de plaat minder succesvol met respectievelijk een 45e, 44e en 69e positie. In Duitsland, Oostenrijk, Zwitserland, Ierland, Australië, Nieuw-Zeeland en Zuid-Afrika werd de nummer 1-positie behaald. 
In Nederland was de plaat op vrijdagavond 25 november 1977 Veronica Alarmschijf in haar destijds 1 uur zendtijd op Hilversum 3 en een dag later, op zaterdag 26 november 1977 werd de plaat door de omroepen NOS, KRO, NCRV en de VARA verkozen tot de 349e Troetelschijf van de week en werd een grote hit in de destijds twee landelijke hitlijsten op de nationale publieke popzender. De plaat bereikte de nummer 1-positie in zowel de Nederlandse Top 40 als de Nationale Hitparade. Ook in de op Hemelvaartsdag 27 mei 1976 gestarte Europese hitlijst op Hilversum 3, de TROS Europarade, werd de nummer 1-positie bereikt.
In België bereikte de plaat eveneens de nummer 1-positie in zowel de voorloper van de Vlaamse Ultratop 50 als de Vlaamse Radio 2 Top 30 en de 20e positie in de Waalse hitlijst.
In 2015 bewerkte de Nederlandse zanger Jan Rot de tekst tot een ode aan De Haan aan Zee, een badplaats aan de Belgisch Vlaamse kust.
Sinds de allereerste editie in december 1999 staat de plaat onafgebroken genoteerd in de jaarlijkse NPO Radio 2 Top 2000 van de Nederlandse publieke radiozender NPO Radio 2, met als hoogste notering een 107e positie in 2001.

## Hitnoteringen

### Nederlandse Top 40
| Hitnotering: 03-12-1977 t/m 25-03-1978 | Hitnotering: 03-12-1977 t/m 25-03-1978 | Hitnotering: 03-12-1977 t/m 25-03-1978 | Hitnotering: 03-12-1977 t/m 25-03-1978 | Hitnotering: 03-12-1977 t/m 25-03-1978 | Hitnotering: 03-12-1977 t/m 25-03-1978 | Hitnotering: 03-12-1977 t/m 25-03-1978 | Hitnotering: 03-12-1977 t/m 25-03-1978 | Hitnotering: 03-12-1977 t/m 25-03-1978 | Hitnotering: 03-12-1977 t/m 25-03-1978 | Hitnotering: 03-12-1977 t/m 25-03-1978 | Hitnotering: 03-12-1977 t/m 25-03-1978 | Hitnotering: 03-12-1977 t/m 25-03-1978 | Hitnotering: 03-12-1977 t/m 25-03-1978 | Hitnotering: 03-12-1977 t/m 25-03-1978 | Hitnotering: 03-12-1977 t/m 25-03-1978 | Hitnotering: 03-12-1977 t/m 25-03-1978 | Hitnotering: 03-12-1977 t/m 25-03-1978 | Hitnotering: 03-12-1977 t/m 25-03-1978 |
| Week                                   | 1                                      | 2                                      | 3                                      | 4                                      | 5                                      | 6                                      | 7                                      | 8                                      | 9                                      | 10                                     | 11                                     | 12                                     | 13                                     | 14                                     | 15                                     | 16                                     | 17                                     |                                        |
| -------------------------------------- | -------------------------------------- | -------------------------------------- | -------------------------------------- | -------------------------------------- | -------------------------------------- | -------------------------------------- | -------------------------------------- | -------------------------------------- | -------------------------------------- | -------------------------------------- | -------------------------------------- | -------------------------------------- | -------------------------------------- | -------------------------------------- | -------------------------------------- | -------------------------------------- | -------------------------------------- | -------------------------------------- |
| Nummer                                 | 19                                     | 7                                      | 2                                      | 1                                      | 1                                      | 1                                      | 1                                      | 1                                      | 2                                      | 2                                      | 2                                      | 4                                      | 6                                      | 12                                     | 21                                     | 35                                     | 40                                     | uit                                    |

### Nationale Hitparade
| Hitnotering: 10-12-1977 t/m 18-03-1978 | Hitnotering: 10-12-1977 t/m 18-03-1978 | Hitnotering: 10-12-1977 t/m 18-03-1978 | Hitnotering: 10-12-1977 t/m 18-03-1978 | Hitnotering: 10-12-1977 t/m 18-03-1978 | Hitnotering: 10-12-1977 t/m 18-03-1978 | Hitnotering: 10-12-1977 t/m 18-03-1978 | Hitnotering: 10-12-1977 t/m 18-03-1978 | Hitnotering: 10-12-1977 t/m 18-03-1978 | Hitnotering: 10-12-1977 t/m 18-03-1978 | Hitnotering: 10-12-1977 t/m 18-03-1978 | Hitnotering: 10-12-1977 t/m 18-03-1978 | Hitnotering: 10-12-1977 t/m 18-03-1978 | Hitnotering: 10-12-1977 t/m 18-03-1978 | Hitnotering: 10-12-1977 t/m 18-03-1978 | Hitnotering: 10-12-1977 t/m 18-03-1978 | Hitnotering: 10-12-1977 t/m 18-03-1978 |
| Week                                   | 1                                      | 2                                      | 3                                      | 4                                      | 5                                      | 6                                      | 7                                      | 8                                      | 9                                      | 10                                     | 11                                     | 12                                     | 13                                     | 14                                     | 15                                     |                                        |
| -------------------------------------- | -------------------------------------- | -------------------------------------- | -------------------------------------- | -------------------------------------- | -------------------------------------- | -------------------------------------- | -------------------------------------- | -------------------------------------- | -------------------------------------- | -------------------------------------- | -------------------------------------- | -------------------------------------- | -------------------------------------- | -------------------------------------- | -------------------------------------- | -------------------------------------- |
| Nummer                                 | 12                                     | 2                                      | 1                                      | 1                                      | 1                                      | 1                                      | 1                                      | 2                                      | 2                                      | 2                                      | 3                                      | 5                                      | 10                                     | 13                                     | 16                                     | uit                                    |

### TROS Europarade
Hitnotering: 08-12-1977 t/m 18-05-1978. Hoogste notering: #1 (10 weken).

### NPO Radio 2 Top 2000
| Nummer met noteringen in de NPO Radio 2 Top 2000 | '99 | '00 | '01 | '02 | '03 | '04 | '05 | '06 | '07 | '08 | '09 | '10 | '11 | '12 | '13 | '14 | '15 | '16  | '17  | '18  | '19  | '20  | '21  | '22  | '23  | '24  |
| ------------------------------------------------ | --- | --- | --- | --- | --- | --- | --- | --- | --- | --- | --- | --- | --- | --- | --- | --- | --- | ---- | ---- | ---- | ---- | ---- | ---- | ---- | ---- | ---- |
| Mull of Kintyre                                  | 206 | 238 | 107 | 321 | 393 | 353 | 414 | 401 | 572 | 399 | 371 | 401 | 558 | 987 | 931 | 987 | 895 | 1224 | 1295 | 1289 | 1157 | 1272 | 1293 | 1394 | 1445 | 1459 |

1. ↑  Een vetgedrukt getal geeft de hoogste notering aan.

### Evergreen Top 1000
| Evergreen Top 1000 "Mull of Kintyre" | Evergreen Top 1000 "Mull of Kintyre" | Evergreen Top 1000 "Mull of Kintyre" | Evergreen Top 1000 "Mull of Kintyre" | Evergreen Top 1000 "Mull of Kintyre" | Evergreen Top 1000 "Mull of Kintyre" | Evergreen Top 1000 "Mull of Kintyre" | Evergreen Top 1000 "Mull of Kintyre" | Evergreen Top 1000 "Mull of Kintyre" | Evergreen Top 1000 "Mull of Kintyre" | Evergreen Top 1000 "Mull of Kintyre" | Evergreen Top 1000 "Mull of Kintyre" | Evergreen Top 1000 "Mull of Kintyre" | Evergreen Top 1000 "Mull of Kintyre" | Evergreen Top 1000 "Mull of Kintyre" | Evergreen Top 1000 "Mull of Kintyre" | Evergreen Top 1000 "Mull of Kintyre" |
| Jaar                                 | 2008                                 | 2009                                 | 2010                                 | 2011                                 | 2012                                 | 2013                                 | 2014                                 | 2015                                 | 2016                                 | 2017                                 | 2018                                 | 2019                                 | 2020                                 | 2021                                 | 2022                                 | 2023                                 |
| ------------------------------------ | ------------------------------------ | ------------------------------------ | ------------------------------------ | ------------------------------------ | ------------------------------------ | ------------------------------------ | ------------------------------------ | ------------------------------------ | ------------------------------------ | ------------------------------------ | ------------------------------------ | ------------------------------------ | ------------------------------------ | ------------------------------------ | ------------------------------------ | ------------------------------------ |
| Positie                              | -                                    | -                                    | -                                    | -                                    | -                                    | 344                                  | 432                                  | 244                                  | 347                                  | 175                                  | 284                                  | 321                                  | 284                                  | 269                                  | 289                                  | 307                                  |